# Helmut Traska
Helmut Traska (gebürtig Traszka; * 30. November 1935; † 17. August 2003) war ein deutscher Fußballspieler. Der Torhüter absolvierte zuerst von 1958 bis 1963 in der damals erstklassigen Oberliga West für die Vereine STV Horst-Emscher (18) und Rot-Weiß Oberhausen (104) insgesamt 122 Ligaspiele, ehe sich von 1963 bis 1968 noch 142 Pflichtspiele in der damaligen Zweitklassigkeit der Fußball-Regionalliga West anschlossen.

## Laufbahn

### Emscher-„Husaren“, bis 1959
Die sportliche Laufbahn des Torhüters begann in Gelsenkirchen bei den Schwarz-Blauen von STV Horst-Emscher. Mitten im Siedlungskern der Horster Mark ansässig, war die Mannschaft vom Fürstenbergstadion ein klassischer Vorortverein mit Zechenanbindung. Am Anfang der Seniorenlaufbahn des jungen Torhütertalentes stand der Abstieg 1953/54 aus der Oberliga West in die 2. Liga, der finanzielle und sportliche Niedergang der „Husaren“. Das Talent des Horster Torhüters war Bundestrainer Sepp Herberger bereits in der Runde 1956/57 aufgefallen. Mit seinen Mannschaftskameraden belegte er zwar nur den sechsten Rang in der 2. Liga West, aber er konnte am 27. März 1957 sein Debüt in der Juniorennationalmannschaft U 23 feiern. Gemeinsam mit den weiteren Talenten Alfred Pyka, Günter Graetsch, Hermann Nuber, Helmut Faeder, Josef Marx, Hans Cieslarczyk und Gerhard Cyliax gehörte Traska beim 4:2-Erfolg in Essen gegen Belgien der siegreichen deutschen Nachwuchself an. In der folgenden Saison, 1957/58, dem Jahr der Fußballweltmeisterschaft 1958 in Schweden, gewann die STV Horst vor den Konkurrenten Borussia Mönchengladbach und TSV Marl-Hüls die Meisterschaft in der 2. Liga West und kehrte in die Oberliga zurück.
Gleich am Starttag der Runde, den 17. August 1958, erfuhren Traska und seine Mannschaftskollegen, die deutlich erhöhten Anforderungen der Oberliga. Das Debüt in der westdeutschen Erstklassigkeit brachte eine 0:6-Niederlage bei Rot-Weiß Oberhausen. Nach dem 15. Spieltag zierten die Horster mit 7:23 Punkten das Tabellenende und stiegen chancenlos mit 13:47 Punkten am Rundenende umgehend wieder in die 2. Liga ab. Traska hatte in 18 Spielen dabei das Tor der „Husaren“ gehütet und das Offensivtalent Reinhold Wischnowsky hatte in 24 Einsätzen neun Tore erzielt. Trotz der deutlich negativen Torbilanz von 32:90 Zählern bei Horst-Emscher, wurde Traska am 20. Mai 1959 zum zweiten Mal in der Juniorennationalmannschaft des DFB eingesetzt. In Krakau setzten sich die deutschen Junioren mit einem 4:2-Sieg gegen Polen durch. An der Seite der Mitspieler Ferdinand Wenauer, Günter Herrmann, Albert Brülls und Gert Dörfel gehörte der Horster dabei dem DFB-Team an. Der Torhüter nahm zur Runde 1959/60 das Angebot von Rot-Weiß Oberhausen an, Vereinskamerad Wischnowsky wechselte nach Baden zum Karlsruher SC, und beide verblieben damit in der Oberliga. Zur Verpflichtung von Traska wird von Edmund Koch im Regionalligabuch von Ulrich Homann notiert: 

„Seine Verpflichtung war ein Meisterstück von RWO-Präsident Peter Maaßen. Die Hälfte aller Oberligisten war hinter dem Torwarttalent her. PM verbarg ihn in seiner Villa bei Bad Pyrmont. Erst nach Ablauf der Frist für neue Verträge durfte Traska aus dem Versteck.“

Bei Piorr wird im Band 1 des Lexikons des Revier-Fußballs eine andere Version berichtet:

„Pünktlich zum Saisonbeginn ist auch Helmut Traska wieder da. Mit allen Mitteln war die Horster Keeperhoffnung von den Aufkäufern der Liga bedrängt worden. Als schließlich sogar ein nichtbestellter, von Oberhausener Vereinsfreunden gecharterter Möbelwagen aufzukreuzen droht, entschließt sich Traska zur Flucht. Unbestätigt bleibt die durch sämtliche Medien geisternde Meldung, Helmut sei in ein Landhaus des Oberhausener Obmanns Biederbeck entführt worden. Präsident Peter Maaßen: ‚Sportskamerad Biederbeck wäre glücklich, wenn er ein Landhaus besitzen würde.’ Vielleicht hatte Maaßen ja selbst eines. Als Traska zum ersten Spieltag aufläuft, trägt er jedenfalls das Kleeblatt-Trikot.“

### Rot-Weiß Oberhausen, 1959 bis 1968
Auch das zweite Startspiel in eine Oberligarunde ging für „Jimmy“ Traska nicht gut aus. Am 23. August 1959 verloren die „Kleeblätter“ mit 0:4 Toren bei Schwarz-Weiß Essen. Acht Tage zuvor hatte sich das Uhlenkrugteam mit 6:3 Toren im DFB-Pokal bei Hertha BSC durchgesetzt und gewann auch am 27. Dezember 1959 in Kassel das Finale mit 5:2 Toren gegen Borussia Neunkirchen. Der Mann aus Horst absolvierte 1959/60 für RWO 17 Spiele und die Mannschaft vom Stadion Niederrhein belegte den 13. Platz. In den nächsten zwei Runden, 1960/61 und 1961/62, ging es für Oberhausen mit dem vierten beziehungsweise dem dritten Rang  in der Tabelle aber deutlich nach vorne. Neben den Feldspielern Friedhelm Kobluhn, Karl-Heinz Feldkamp, Jürgen Sundermann und Hans Siemensmeyer hatte der Torhüter daran einen wesentlichen Anteil. Am 4. März 1962 stand er in Wuppertal im Tor einer Westauswahl, die sich mit 3:2 Toren gegen Berlin durchsetzte. Ausgerechnet im letzten Jahr des alten Oberligasystems, 1962/63, die Platzierungen waren entscheidend zur Nominierung für die ab 1963/64 startende Fußball-Bundesliga, schwächelte Oberhausen und ging als 10. im Mai 1963 über die Ziellinie und hatte damit die Aufnahme in die Bundesliga verfehlt. Nach dem 6:0 Punktestart gegen den 1. FC Köln (3:1), Hamborn 07 (1:0) und dem 2:1-Heimerfolg gegen Alemannia Aachen war das Ziel Bundesliga dagegen noch mehr als realistisch gewesen. Auch die Halbzeitbilanz nach 15 Spielen mit 16:14 Punkten auf dem sechsten Rang, sprach noch für Traska und seine Mitspieler. In der Rückrunde wurde aber der Platz unter den ersten Fünf der Tabelle verspielt – Traska war in allen 30 Spielen für Oberhausen im Einsatz – und die „Kleeblätter“ traten ab 1963/64 in der Zweitklassigkeit der neuen Fußball-Regionalliga West an. Mit dem 30. Spieltag, den 11. Mai 1963, verabschiedete sich RWO mit Torhüter Traska und einer 2:3-Niederlage gegen die von Hennes Weisweiler trainierte Viktoria Köln aus der Oberligaära.
Zu Beginn der Hinrunde hatte „Jimmy“ Traska noch dem DFB-Aufgebot für die A-Länderspiele am 30. September und 24. Oktober 1962 gegen Jugoslawien beziehungsweise Frankreich angehört. In den ersten drei Runden in der Regionalliga setzte er seine konstante Serie im Tor von Oberhausen fort und stand schließlich fünf Jahre ohne Unterbrechung im Tor der „Kleeblätter“. Von der Saison 1961/62 (Oberliga) bis 1965/66 (Regionalliga) fehlte Traska in keinem Punktspiel der Mannschaft von der Landwehr. Im zweiten Trainerjahr von Werner Stahl, 1966/67, fehlte er am elften Spieltag, den 30. Oktober 1966, beim Heimspiel gegen den VfR Neuß, in einem Spiel. Von 1961 bis 1967 hat er 199 von 200 möglichen Ligaspielen für seinen Verein bestritten. Als kurioses Spiel ging dabei im ersten Jahr Regionalliga, 1963/64, am zweiten Spieltag, den 11. August 1963, die 5:8 (!) Auswärtsniederlage bei Fortuna Düsseldorf in seine Statistik ein. In der Saison 1967/68 übernahm der sieben Jahre jüngere Wolfgang Scheid die Stammtorhüterrolle bei Oberhausen und Traska beendete mit seinem Einsatz am 19. Februar 1968 beim 2:0-Auswärtserfolg gegen den VfB Bottrop seine höherklassige Laufbahn. Er ließ seine Karriere in der Amateurliga beim VfB Rheingold Emmerich ausklingen.